# Bauhinia rahmatii
Bauhinia rahmatii är en ärtväxtart som beskrevs av Elmer Drew Merrill. Bauhinia rahmatii ingår i släktet Bauhinia och familjen ärtväxter. Inga underarter finns listade i Catalogue of Life.